# فن النانو
فن النانو
هو فرع جديد من فروع الفن يجمع بين الفن والعلم والتكنولوجيا ويجعلها على مفارق طرق. 
ومن مكونات المنظر الطبيعي النانوي(الذري والجزيئي للمناظر الطبيعية التي هي هياكل طبيعية على المستويين الذري والجزيئي) و
النحت النانوي (و هي الهياكل التي أنشئت من قبل العلماء والفنانين من خلال التلاعب في هذه المسألة في جداول الذري والجزيئي باستخدام العمليات الكيميائية والفيزيائية). هذه الهياكل يتم تصويرها بواسطة أدوات البحث العلمي مثل المجاهر الإلكترونية الماسحة والمجاهر ذات القوة النووية ويتم التقاط الصور العلمية لها ومزيد من معالجتها باستخدام مختلف التقنيات الفنية، لتحويلها إلى أعمال فنية تعرض للجمهور.